# Network Audio System
Network Audio System (NAS) — клиент-серверная система передачи звука с открытым исходным кодом. Принцип работы очень напоминает X Window System, но используется для передачи звука. NAS работает как на Unix, так и на платформах Microsoft Windows. Проект стартовал в начале 1990 годов. Текущий разработчик Джон Трулсон.